# Sistema Imperial d'Unitats

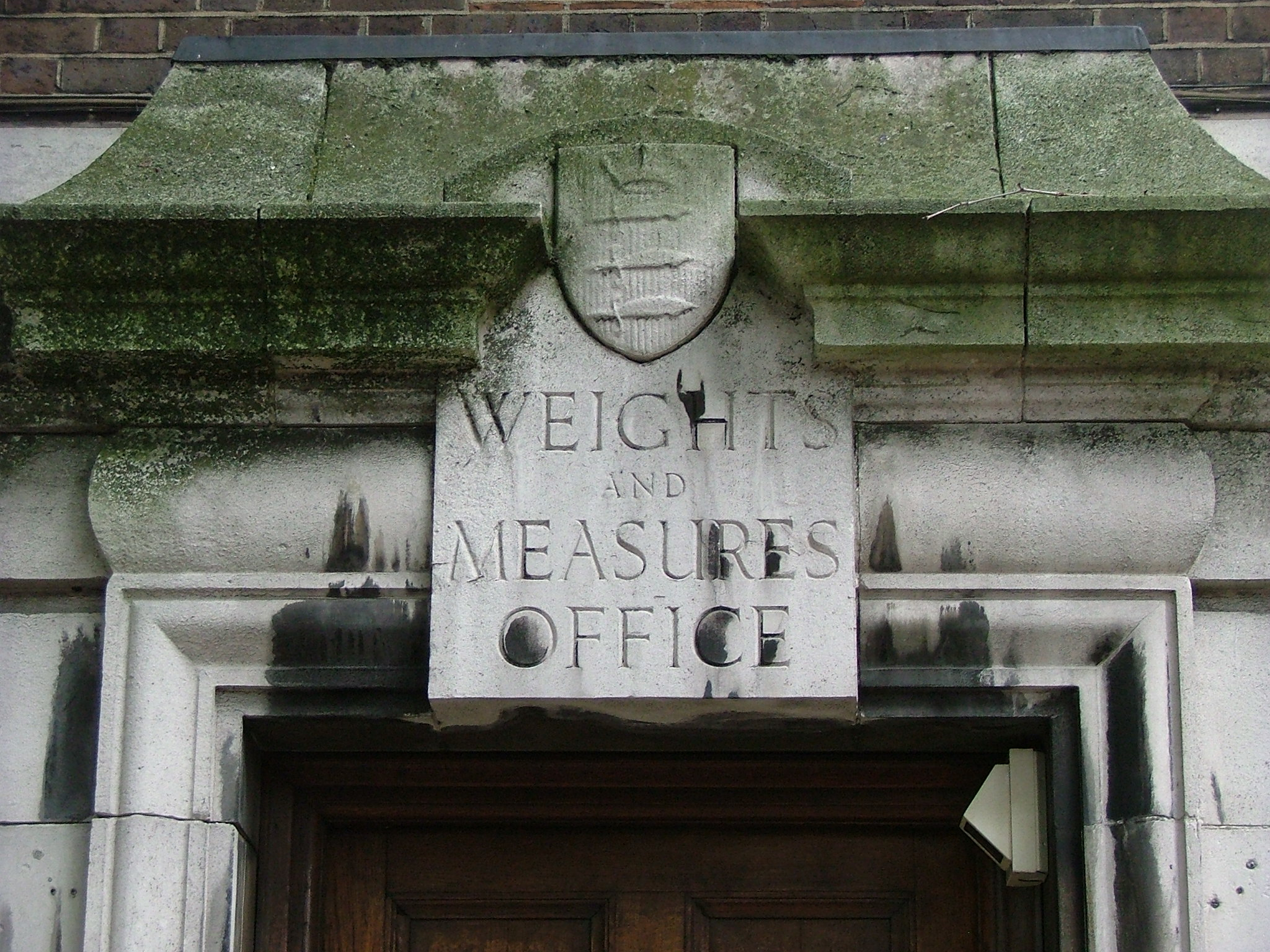
L'antiga oficina de Pesos i Mesures a Seven Sisters, Londres.

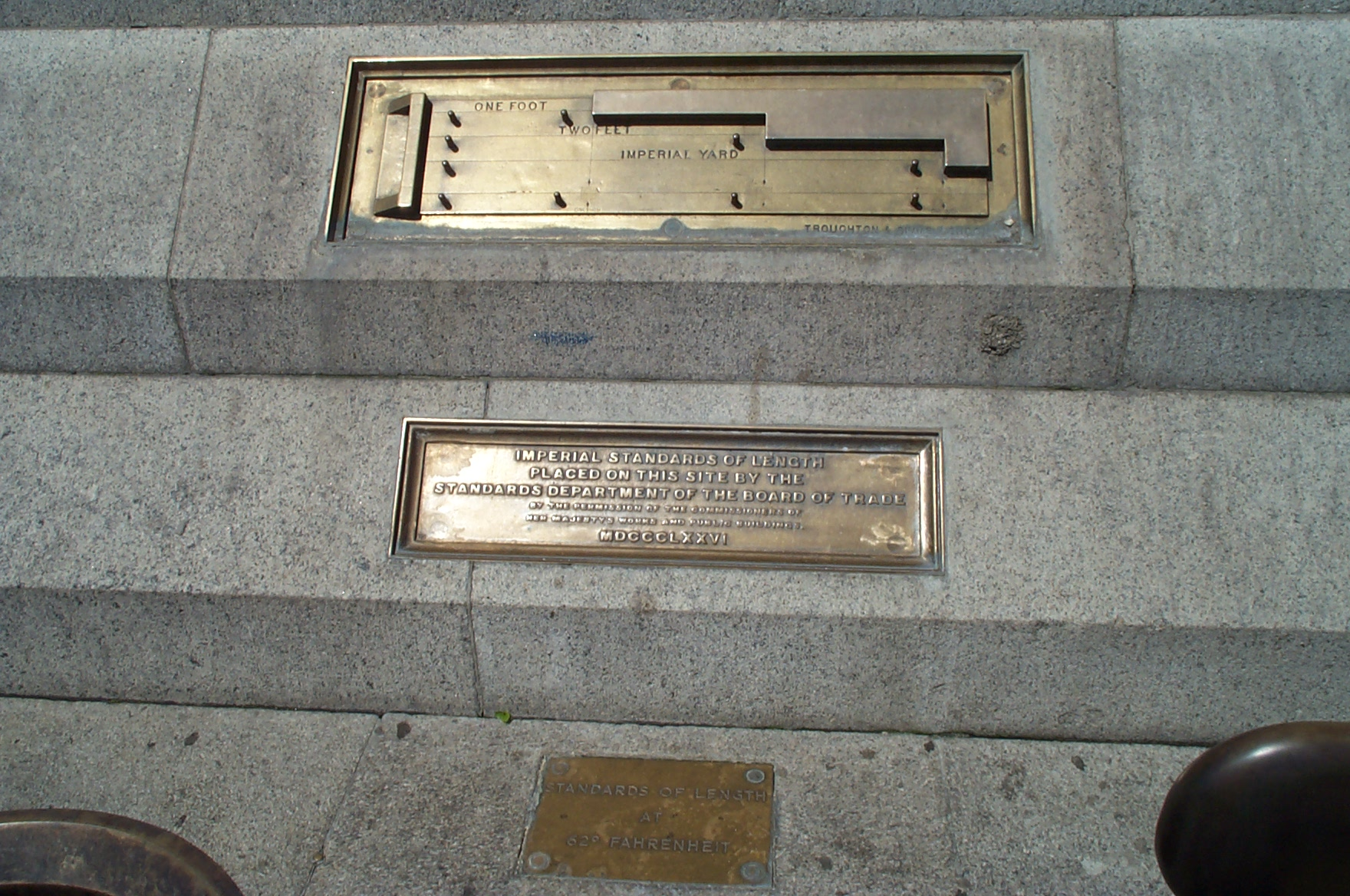
Estàndards Imperials de longitud el 1876 a Trafalgar Square, Londres.

El Sistema Imperial d'Unitats (en anglès: Imperial units o imperial system, també conegut com a British Imperial) és el sistema d'unitats definit a la llei britànica anomenada Weights and Measures Act de 1824, que més tard es va refinar i reduir. Aquest sistema va ser d'ús oficial a tot l'Imperi Britànic. Cap a la darreria del segle XX la majoria dels països que havien format part de l'antic Imperi Britànic van adoptar oficialment el sistema mètric d'unitats com a principal sistema d'unitats de mesura.

## Implementació
La llei Weights and Measures of Act of 1824 inicialment va estar programada per entrar en vigor l'1 de maig de 1825. Tanmateix, la llei Weights and Measures Act de 1825 va retardar la data a l'1 de gener de 1826. La llei de 1824 permetia seguir usant les unitats preimperials però en marcava clarament les equivalències amb les de la llei de 1824.

### Unitats dels apotecaris
Les unitats dels apotecaris no es mencionen ni a la llei de 1824 ni a la llei de 1825. En aquell temps les unitats dels apotecaris estaven regulades a Anglaterra, Gal·les i "Berwick-upon-Tweed" pel Col·legi de Metges de Londres ("London College of Physicians"), i a Irlanda pel ("Dublin College of Physicians"). A Escòcia estaven regulades de manera no oficial per l'"Edinburgh College of Physicians". Els tres col·legis publicaven a intervals farmacopees, les edicions de Londres i Dublin tenien rang de llei. Les mesures imperials dels apotecaris estan basades en la pinta imperial de 20 unces fluides i es van introduir per la farmacopea de Londres de 1836, la d'Edinburgh de 1839, i la de Dublin de 1850. La llei Medical Act de 1858 transferí a la Corona el dret de publicar les farmacopees oficials i de regular els pesos i les mesures dels apotecaris.

## Unitats

### Longitud
Els equivalents en sistema mètric d'aquest article normalment assumeixen la darrera definició oficial. Abans d'aquesta data, el mesurament més precís de la iarda estàndard imperial (Imperial Standard Yard) era 0,914398416 metres.
| Unitat                                     | Relativa la prèvia   | Peus      | Mil·límetres | Metres    | Notes |
| ------------------------------------------ | -------------------- | --------- | ------------ | --------- | --- |
| thou (th)                                  |                      | 1/12000   | 0.0254       | 0.0000254 | També 25.4 μm |
| polzada (in)                               | 1000 thou            | 1/12      | 25.4         | 0.0254    | |
| peu (foot) (ft)                            | 12 inches (polzades) | 1         | 304.8        | 0.3048    | |
| iarda (yd)                                 | 3 peus (feet)        | 3         | 914.4        | 0.9144    | Definida exactament com 0.9144 metre per part de l'acord internacional International yard and pound de 1959                                                         |
| chain (cadena) (ch)                        | 22 iardes            | 66        | 20116.8      | 20.1168   | La llargada d'un cricket pitch |
| furlong (fur)                              | 10 chains            | 660       |              | 201.168   | |
| milla (mi)                                 | 8 furlongs           | 5,280     |              | 1,609.344 | |
| league (lea)                               | 3 miles              | 15,840    |              | 4,828.032 | Ja no és una unitat oficial a enlloc. |
| Unitats marítimes                          |                      |           |              |           | |
| fathom (ftm)                               | ~2 iardes            | 6.08 or 6 | 1,853.184    | 1.853184  | L'almirallat britànic usa un fathom de 6 peus. |
| cable                                      | 100 fathoms          | 608       |              | 185.3184  | Una desena part de la milla nàautica. |
| milla nàutica                              | 10 cables            | 6,080     |              | 1,853.184 | Usada per mesurar distàncies al mar. El 1870 es va adoptar internacionalment l'equivalència de 1.852 metres, fins aleshores l'almirallat britànic usava 6,080 peus. |
| Gunter's survey units (des del segle XVII) |                      |           |              |           | |
| link                                       | 7.92 inches          | 66/100    | 201.168      | 0.201168  | 1/100 d'una chain |
| rod                                        | 25 links             | 66/4      | 5,029.2      | 5.0292    | La rod també es diu pole o perch. |
| chain                                      | 4 rods               | 66        |              | 20.1168   | 1/10 d'un furlong |

### Superfície
| Unitat | Relació amb unitats de longitud | Peus quadrats | Rods quadrats | Milles quadrades | Metres quadrats | Hectàrees | Notes |
| --- | ------------------------------- | ------------- | ------------- | ---------------- | --------------- | --------- | --- |
| perch | 1 rod × 1 rod                   | 272.25        | 1             | 1/102400         | 25.29285264     | 0.002529  | Malgrat que el nom adequat és square rod, durant segles aquesta unitat s'ha dit un pole o una perch o, amb més propieta, square pole o square perch. |
| rood | 1 furlong × 1 rod               | 10,890        | 40            | 1/2560           | 1011.7141056    | 0.1012    | La rood també es diu un rod. Són 1,210 iardes quadrades.                                                                                             |
| acre | 1 furlong× 1 chain              | 43,560        | 160           | 1/640            | 4046.8564224    | 0.4047    | Un acre és 4,840 iardes quadrades (square yards) |
| Nota: Totes les equivalències són exactes excepte les hectàrees, que estan precisades a 4 xifres significatives. |                                 |               |               |                  |                 |           | |

### Volum
El 1824, el Regne Unit va adoptar una unitat similar a l'“ale gallon”, coneguda com a “imperial gallon”. Estava basada en el pes d'un volum de 10 lliures d'aigua. El 1963 es va redefinir fins a 4,546096 L, o 277,4198 cu in. La Weights and Measures Act de 1985 va tornar a definir el gallon a 4,54609 L (approximately 277,4194 cu in).
| Unitat                                                                                              | Unça | Pinta | Mil·lilitres | Polzades cúbiques | Unces dels Estats Units | Pintes dels Estats Units |
| --------------------------------------------------------------------------------------------------- | ---- | ----- | ------------ | ----------------- | ----------------------- | ------------------------ |
| Unça líquida (fl oz)                                                                                | 1    | 1/20  | 28.4130625   | 1.7339            | 0.96076                 | 0.060047                 |
| gill (gi)                                                                                           | 5    | 1/4   | 142.0653125  | 8.6694            | 4.8038                  | 0.30024                  |
| pinta (pt)                                                                                          | 20   | 1     | 568.26125    | 34.677            | 19.215                  | 1.2009                   |
| quart (qt)                                                                                          | 40   | 2     | 1,136.5225   | 69.355            | 38.430                  | 2.4019                   |
| galó (gal)                                                                                          | 160  | 8     | 4,546.09     | 277.42            | 153.72                  | 9.6076                   |
| Nota: La polzada cúbica i les unitats dels Estats Units estan corregides a 5 xifres significatives. |      |       |              |                   |                         |                          |

#### Mesures de volum dels apotecaris britànics
Aquestes unitats es van usar des de 1824, quan es va definir el “imperial gallon” però ban ser abolides oficialment l'1 de gener de 1971. Als Estats Units, encara que oficialment no està recomanat, es fa servir el sistema dels apotecaris ocasionalment en medicina, especialment per a la prescripció dels medicaments més antics.
| Unitat                                                        | Símbols & abreviacions  | Relativa a prèvies | Valor mètric exacte* |
| ------------------------------------------------------------- | ----------------------- | ------------------ | -------------------- |
| minim                                                         | ♏, , m, m., min        |                    | 59.1938802083 µl     |
| fluid scruple                                                 | fl ℈, fl s              | 20 minims          | 1.18387760416 ml     |
| fluid drachm (fluid dram, fluidram)                           | ʒ, fl ʒ, fʒ, ƒ 3, fl dr | 3 fluid scruples   | 3.5516328125 ml      |
| Unça líquida                                                  | ℥, fl ℥, f℥, ƒ ℥, fl oz | 8 fluid drachms    | 28.4130625 ml        |
| pinta                                                         | O, pt                   | 20 fluid ounces    | 568.26125 ml         |
| galó                                                          | C, gal                  | 8 pints            | 4.54609 L            |
| * El vinculum sobre els nombres representa un decimal repetit |                         |                    |                      |

### Massa
Als segles xix i xx el Regne Unit usava tres sistemes diferents per a la massa i el pes:
- troy weight, (pes troy) es fa servir en metalls preciosos;
- avoirdupois un pes usat en moltes intencionalitats;
- apothecaries' weight, actualment no es fa servir, ja que és el sistema mètric el que es fa servir amb finalitats científiques.

La troy pound (373,2417216 g) ra la unitat de massa principal en la Llei de 1824 Act; tanmateix, se’n va abolir l'ús al Regne Unit el gener de 1879, i només va quedar la troy ounce (31,1034768 g) i les seves subdivisions decimals. La Weights and Measures Act 1855 (18 & 19 Victoria C72) va fer de la avoirdupois pound la principal unitat de massa En tots els sistemes la unitat fonamental és pound, i totes les altres unitats es defineixen com fraccions o múltiples d'ella.
| Unitat              | Lliures | Grams           | Quilograms    | Notes |
| ------------------- | ------- | --------------- | ------------- | --- |
| grain (gr)          | 1/7000  | 0,06479891      |               | Exactament 64,79891 mil·ligrams. |
| drachm (drc)        | 1/256   | 1.7718451953125 |               | |
| ounce (oz)          | 1/16    | 28,349523125    |               | |
| pound (lb)          | 1       | 453,59237       | 0,45359237    | Exactly 453,59237 grams by definition. |
| stone (st)          | 14      | 6.350,29318     | 6,35029318    | El pes d'una persona sovint es dona en stone i pounds en llocs on es parla anglès usant el sistema avoirdupois, amb excepció dels Estats Units i el Canadà on normalment es dona en lliures (pounds). |
| quarter (qtr)       | 28      |                 | 12,70058636   | Un quarter equival a dues stone o un quarter d'un hundredweight. El terme quartertambé s'usa per a referir-se a un quarter d'una pound (lliura) al comença al detall. |
| hundredweight (cwt) | 112     |                 | 50,80234544   | Un imperial hundredweight és igual a 8 stone. Aquest és el “long hundredweight”, oposat al “short hundredweight” de 100 pounds usat als Estats Units i Canadà. |
| tona llarga (t)     | 2240    |                 | 1.016,0469088 | En el sistema dels Estats Units i el Canadà 20 hundredweights són una ton (“tona”). El imperial hundredweight és un 12% més gran que l'equivalent dels Estats Units i el Canadà. La imperial ton (o long ton) fa 2.240 pounds, la qual està més pròxima a la tona mètrica (d'unes 2204,6 pounds), comparada amb la tona curta 2,000 lliures (907.185 kg). |

## Relació amb altres sistemes
El Sistema imperial és un dels molts sistemes anglesos d'unitats o anomenades unitats de “foot-pound-second” que en són la base. La distinció entre els sistemes usats sovint no està precisada.
El terme imperial no s'hauria d'aplicar a les unitats angleses anteriors i abolides per la llei Weights and Measures Act 1824 o les anteriors ni a les unitats postimperials com les slug o poundal.

### Sistema tradicional dels Estats Units
El sistema tradicional dels Estats Units (US customary system) històricament deriva del sistema anglès. Com que l'any 1824 els Estats Units ja eren independents del Regne Unit no es van veure afectats per les lleis britàniques de 1824 (que establien el sistema imperial) i les posteriors modificacions.

## Ús actual de les unitats imperials

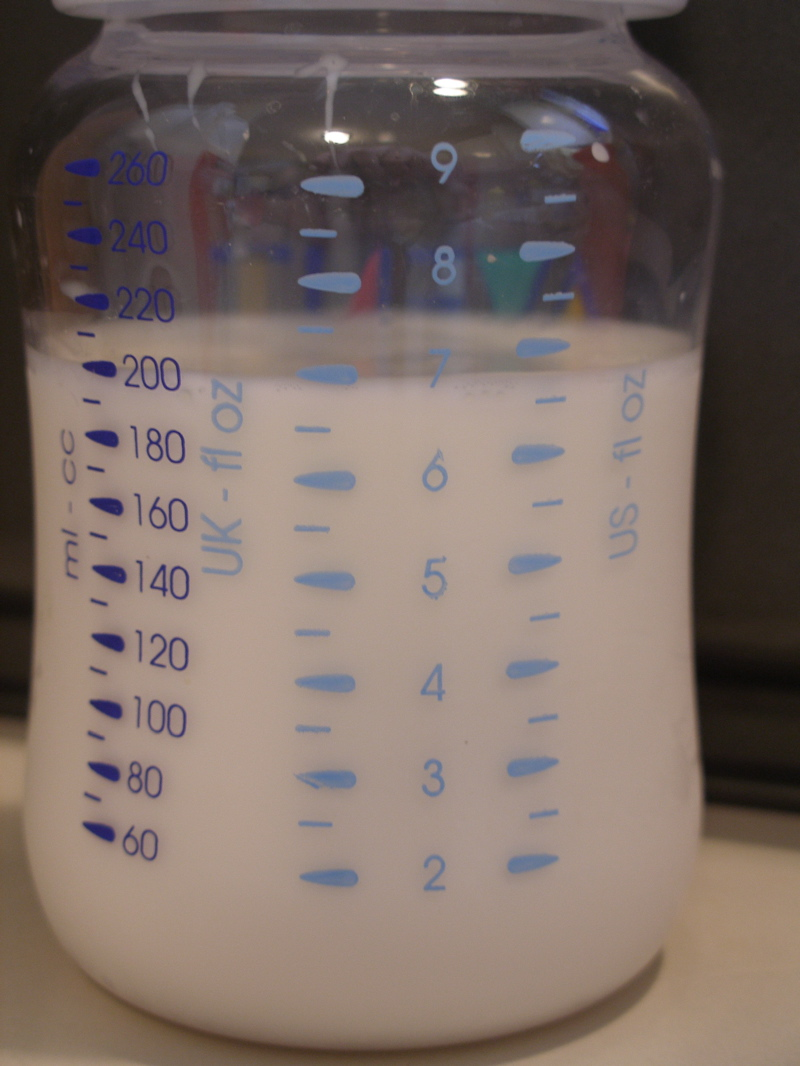
Un ´biberó amb tres sistemes de mesurament—mètric, imperial (UK), i US customary.

### Regne Unit
Actualment les lleis britàniques defineixen cada unitat imperial en termes del seu equivalent en el sistema mètric. El sistema mètric és actualment d'ús oficial al Regne Unit per la majoria d'aplicacions però la gent encara fa servir molt les unitats del sistema imperial.
Les lleis britàniques requereixen que tots els aparells de mesura usats en el comerç a gran escala o al detall mostrin els mesuraments en el sistema mètric. Hi ha hagut certes resistències a això (els anomenats "Metric Martyrs") un petit grup de comerciants que insisteixen a usar el sistema imperial. Una directiva de la Unió Europea de 2009 permet fer les indicacions en tots dos sistemes alhora.